# Гроган, Стив
Сти́вен Де́ннис Гро́ган (англ. Steven Dennis Grogan; род. 13 июля 1951, Лос-Анджелес) — американский убийца, бывший член деструктивной секты, известной как «Семья Мэнсона» или просто «Семья», участники которой под руководством Чарльза Мэнсона в течение пяти недель летом 1969 года совершили девять убийств в четырёх различных местах округа Лос-Анджелес. В секте носил прозвище Клем. Последний из семи членов «Семьи», которые были приговорены к смертной казни (впоследствии заменённой на пожизненные сроки) и до 2023 г. был единственным из них, кто получил условно-досрочное освобождение и вышел на свободу.

## Биография
Стивен Деннис Гроган родился 13 июля 1951 года в Лос-Анджелесе, штат Калифорния, детство и юность провёл в городе Сими-Валли. Несмотря на отсутствие социально-негативных явлений с ранних лет Стивен проявлял стремление к независимости от родителей, благодаря чему он под воздействием своих индивидуально-психологических особенностей предпочитал все свободное время проводить на улице, которая как социально-педагогическая среда существенно повлияла на формирование его личности. Гроган посещал школу Simi Valley High School. В школьные годы Стивен он стал демонстрировать девиантное поведение и вступил со своими родителями в социальный конфликт. Вследствие неуспеваемости и хронических прогулов, он бросил школу весной 1968 года после чего его родители отправили его на ранчо Спэн, расположенном в северо-западной части долины Сан-Фернандо, где Гроган устроился разнорабочим. В конце 1968 года на ранчо Спэн появился Чарльз Мэнсон со своими последователями, которых вскоре стало более 40 человек. Члены коммуны Мэнсона помогали следить за ранчо и работали на полях. Вскоре после знакомства с Мэнсоном Гроган испытывая проблемы социальной приемлемости, быстро попал под влияние Мэнсона, стал одним из членов его коммуны и активным последователем его философии, вследствие чего большинство из членов коммуны обвиняли его в чрезмерном фанатизме, посчитав это признаком умственной отсталости, благодаря чему Стив Гроган не пользовался популярностью в семье и периодически подвергался физическим нападкам. Гроган стал употреблять наркотические вещества, принимать участие в служении месс дьяволу и занятиях групповым сексом с некоторыми девушками из числа членов коммуны. Наркотическая зависимость обострила его психические, эмоциональные и поведенческие проблемы, благодаря чему он в середине 1969 года был арестован по обвинению в развратных действиях, совершенных в отношении несовершеннолетних лиц после того как показывал свои половые органы группе школьников. На основании результатов судебно-психиатрической экспертизы Гроган был признан не способным предстать перед судом по состоянию психического здоровья и ему было назначено принудительное лечение в психиатрической клинике «Camarillo State Mental Hospital», однако через несколько дней после этапирования на территорию учреждения Гроган совершил побег и вернулся обратно на ранчо Спэн, после чего был объявлен в розыск.

## Преступления
При создании своей философии Мэнсон использовал идеи Церкви процесса Последнего суда, тексты Библии, философию песен группы «The Beatles» и идеи национал-социализма. В его трактовке грядущий конец должен был стать следствием межрасовой войны между афроамериканцами и белыми. В июне 1969 года Мэнсон объявил членам своей «Семьи» о начальной стадии войны под названием «Хелтер-Скелтер», по названию одной из песен The Beatles, после чего по его приказу члены его коммуны в течение летних месяцев 1969 года совершили ряд жестоких убийств, в том числе убийство жены кинорежиссёра Романа Полански — актрисы Шэрон Тейт, находившейся на девятом месяце беременности.
Стив Гроган был арестован вместе с остальными участниками убийств 10 октября 1969 года. Изначально он отказался от сотрудничества со следствием. На основании показаний других членов «Семьи» ему было предъявлено обвинение в убийстве одного из работников ранчо Спэн Дональда «Шорти» Ши, совершённом по приказу Чарльза Мэнсона 16 августа 1969 года после того, как большинство членов коммуны были арестованы в результате полицейской операции по обвинению в краже автомобилей. Несмотря на то, что в течение 72 часов все арестованные оказались на свободе, Чарльз Мэнсон обвинил Ши в сотрудничестве с правоохранительными органами в качестве осведомителя и приказал Тексу Уотсону, Брюсу Дэвису и Грогану совершить убийство Ши. Также было установлено, что Гроган был замешан в убийствах Шерон Тейт и супругов Ла-Бьянка, но, согласно показаниям других членов семьи, его роль в этих преступлениях была незначительна, благодаря чему ему не было предъявлено обвинений в соучастии в них.

## Суд
9 октября 1971 года вердиктом жюри присяжных Стив Гроган был признан виновным в убийстве Дональда Ши, на основании чего суд приговорил его к смертной казни в газовой камере. Гроган стал седьмым и последним членом «семьи» Мэнсона, включая самого Мэнсона, которые были приговорены к смертной казни. После того, как в штате Калифорния был введён мораторий на применение смертной казни в качестве уголовного наказания, верховный суд Калифорнии отменил все смертные приговоры, принятые до 1972 года, и смертный приговор Грогану был автоматически заменён на пожизненное лишение свободы с правом подачи прошения об условно-досрочном освобождении по отбытии 7 лет заключения.

## В заключении
После осуждения Гроган был этапирован в тюрьму «Deuel Vocational Institutions», где отбывал наказание еще один сообщник Мэнсона и член его коммуны Бобби Босолей. В тюрьме при поддержке Босолея Гроган увлёкся игрой на гитаре и последующие несколько лет совместно с Босолеем принимал участие в различных групповых и массовых мероприятиях культурно-просветительской направленности. В 1976 году Гроган подал ходатайство на условно-досрочное освобождение, которое было отклонено, при этом ему было предложено заключить соглашение о признании вины. В обмен на возможность  досрочного освобождения Стив Гроган признал себя соучастником в совершении убийства Дональда Ши, подробно рассказал о том, как развивались события летом 1969 года и указал место захоронения тела Ши. Были начаты поиски останков Ши и в декабре 1977 год они увенчались успехом. На основании условий соглашения о признании вины Гроган должен был выйти на свободу по прошествии 19 лет с момента ареста, но за примерное поведение этот срок был сокращён на 26 месяцев, благодаря чему он вышел на свободу 19 ноября 1985 года. Таким образом, он стал первым и до лета 2023 г. оставался единственным бывшим членом «Семьи», вышедшим на свободу.
После освобождения Гроган освоил профессию маляра и стал жить на территории долины Сан-Фернандо. В последующие годы он несколько раз был женат, занялся музыкальной карьерой и в качестве гитариста выступал в нескольких музыкальных коллективах. Он больше не был замечен в проявлении девиантного поведения и никогда не привлекался к уголовной ответственности.